# 500 miles d'Indianapolis 1949

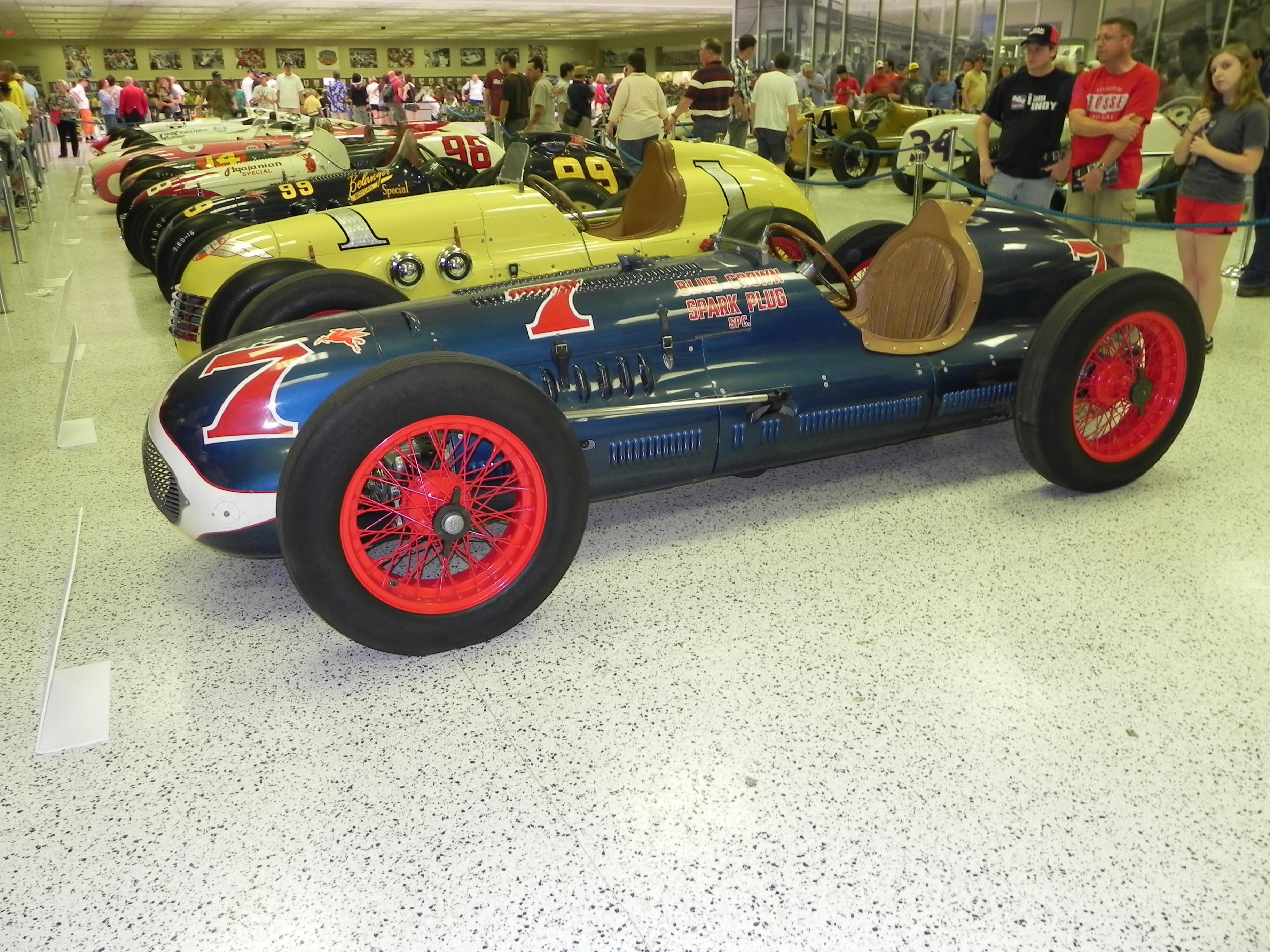
La Deidt-Offenhauser de Bill Holland, victorieuse de l'édition 1949 des 500 miles d'Indianapolis.

Les 500 miles d'Indianapolis 1949, courus sur l'Indianapolis Motor Speedway et organisés le lundi 30 mai 1949, ont été remportés par le pilote américain Bill Holland sur une Deidt-Offenhauser.

## Grille de départ
| Ligne | Intérieur       | Centre          | Extérieur         |
| 1     | Duke Nalon      | Rex Mays        | Jack McGrath      |
| 2     | Bill Holland    | Duane Carter    | George Connor     |
| 3     | Jimmy Jackson   | George Lynch    | Johnny Mantz      |
| 4     | Mauri Rose      | Hale Cole       | Johnnie Parsons   |
| 5     | Myron Fohr      | Mack Hellings   | Duke Dinsmore     |
| 6     | Joie Chitwood   | Jackie Holmes   | Troy Ruttman      |
| 7     | Paul Russo      | Lee Wallard     | Jim Rathmann      |
| 8     | Bill Sheffler   | Sam Hanks       | Norm Houser       |
| 9     | George Fonder   | Spider Webb     | Charles Van Acker |
| 10    | Johnny McDowell | Bayliss Levrett | Bill Cantrell     |
| 11    | Fred Agabashian | Emil Andres     | Manny Ayulo       |

La pole a été réalisée par Duke Nalon à la moyenne de 213,945 km/h.

## Classement final
| Pos. | no | Pilote            | Voiture                  | Tours | Temps/Abandon      |
| 1    | 7  | Bill Holland      | Deidt-Offenhauser        | 200   | 4 h 07 min 15 s 97 |
| 2    | 12 | Johnnie Parsons   | Kurtis Kraft-Offenhauser | 200   | 4 h 10 min 26 s 97 |
| 3    | 22 | George Connor     | Lesovsky-Offenhauser     | 200   | 4 h 10 min 50 s 78 |
| 4    | 2  | Myron Fohr        | Marchese-Offenhauser     | 200   | 4 h 12 min 32 s 65 |
| 5    | 77 | Joie Chitwood     | Kurtis Kraft-Offenhauser | 200   | 4 h 12 min 36 s 97 |
| 6    | 61 | Jimmy Jackson     | Deidt-Offenhauser        | 200   | 4 h 14 min 31 s 00 |
| 7    | 98 | Johnny Mantz      | Kurtis Kraft-Offenhauser | 200   | 4 h 16 min 06 s 01 |
| 8    | 19 | Paul Russo        | Silnes-Offenhauser       | 200   | 4 h 28 min 11 s 28 |
| 9    | 9  | Emil Andres       | Silnes-Offenhauser       | 197   | + 3 tours          |
| 10   | 51 | Norm Houser       | Langley-Offenhauser      | 181   | + 19 tours         |
| 11   | 68 | Jim Rathmann      | Wetteroth-Offenhauser    | 175   | + 25 tours         |
| 12   | 64 | Troy Ruttman      | Wetteroth-Offenhauser    | 151   | + 49 tours         |
| 13   | 3  | Mauri Rose        | Deidt-Offenhauser        | 192   | Mécanique          |
| 14   | 17 | Duane Carter      | Stevens-Offenhauser      | 182   | Accident           |
| 15   | 29 | Duke Dinsmore     | Olson-Offenhauser        | 174   | Mécanique          |
| 16   | 8  | Mack Hellings     | Kurtis Kraft-Offenhauser | 172   | Moteur             |
| 17   | 4  | Bill Sheffler     | Bromme-Offenhauser       | 160   | Mécanique          |
| 18   | 32 | Johnny McDowell   | Meyer-Offenhauser        | 142   | Mécanique          |
| 19   | 14 | Hale Cole         | Kurtis Kraft-Offenhauser | 117   | Mécanique          |
| 20   | 38 | George Fonder     | Adams-Sparks             | 116   | Moteur             |
| 21   | 74 | Bill Cantrell     | Kurtis Kraft-Offenhauser | 95    | Mécanique          |
| 22   | 57 | Jackie Holmes     | Kurtis Kraft-Offenhauser | 65    | Mécanique          |
| 23   | 6  | Lee Wallard       | Maserati                 | 55    | Boîte de vitesses  |
| 24   | 69 | Bayliss Levrett   | Kurtis Kraft-Offenhauser | 52    | Mécanique          |
| 25   | 5  | Rex Mays          | Kurtis Kraft-Novi        | 48    | Moteur             |
| 26   | 33 | Jack McGrath      | Kurtis Kraft-Offenhauser | 39    | Pompe à huile      |
| 27   | 15 | Fred Agabashian   | Maserati                 | 38    | Surchauffe         |
| 28   | 52 | Manny Ayulo       | Bromme-Offenhauser       | 24    | Mécanique          |
| 29   | 54 | Duke Nalon        | Kurtis Kraft-Novi        | 23    | Accident           |
| 30   | 18 | Sam Hanks         | Kurtis Kraft-Offenhauser | 20    | Fuite d'huile      |
| 31   | 31 | Charles Van Acker | Stevens-Offenhauser      | 10    | Accident           |
| 32   | 26 | George Lynch      | Rassey-Offenhauser       | 1     | Accident           |
| 33   | 37 | Spider Webb       | Bromme-Offenhauser       | 0     | Transmission       |

## Sources
- (en) Résultats complets sur le site officiel de l'Indy 500